# 달타냥의 모험
달타냥의 모험(일본어: アニメ三銃士 아니메 산주시[*], 애니메이션 삼총사)는 일본의 애니메이션이다. 프랑스 작가 알렉상드르 뒤마의 소설 《삼총사》를 원작으로 하였다.
일본에서는 NHK가 1987년 10월 9일부터 1989년 2월 17일까지 방영하였으며, 대한민국에서는 KBS2에서 1989년 11월 27일부터 1990년 7월 2일까지 방영하였다(매주 월 ~ 화 17:30 ~ 18:00(1989년 11월 27일 ~ 1990년 4월 3일) → 매주 월 ~ 화 17:50 ~ 18:20(1990년 4월 9일 ~ 1990년 7월 2일)).

## 제작과정
NHK 엔터프라이즈가 제작, 애니메이션 제작은 출판사인 각켄 홀딩스와 코래드가 맡았으며 갸롯푸와 세영동화가 주요 하청작업을 맡았다. 코래드는 한국 해태그룹 계열의 광고 기획사로 이 작품은 KBS와 NHK의 첫번째 한일합작 작품이 되었다.

## 평가
- 방영후 중고등학생 팬들의 지지에 힘입어 많은 인기를 모았다. 이 작품의 성공에 힘입어 NHK종합방송은 금요일 19:30부터 20:00의 시간대에 나디아등 후속작품들을 제작,방영하였다.
- 원작과 다른 애니메이션 고유의 설정이 몇 가지 있다. 삼총사중 한명인 아라미스를 남장여자로 묘사한 것이 대표적으로, 작품의 인기도에 많은 공헌을 했으며, 원작을 읽지 않은 사람중에는 아직도 아라미스를 여자로 잘못 알고 있는 사람이 있을 정도이다. 또한 달타냥의 애인으로 나오는 콘스탄틴은 이 작품에서는 달타냥과 건전한 연인사이로 묘사되나, 원작에서는 유부녀로 달타냥과의 만남은 불륜이 된다. 또한 원작과 달리, 애니메이션에서는 달타냥이 풋내기 청년정도로 나오며(시리즈 초반에 16세라는 설정) 삼총사는 20대 중반정도로 보이나, 원작에서는 모두 원숙한 성인들이다.

## 방영 리스트
| 회차 | 부제                                              | 본 방송일        | 본 방송일        | 「삼총사 기행 코너(三銃士紀行コーナー)」의 BGM                        |
| 회차 | 부제                                              | 일본             | 대한민국         | 「삼총사 기행 코너(三銃士紀行コーナー)」의 BGM                        |
| ---- | ------------------------------------------------- | ---------------- | ---------------- | --------------------------------------------------------------------- |
| 1화  | (象のいるパリ)                                    | 1987년 10월 9일  | 1989년 11월 27일 | 「별에 소원을(星に願いを)」 (노래: 나가야마 요코(長山洋子))           |
| 2화  | (ロンドンからの手紙)                              | 1987년 10월 16일 | 1989년 11월 28일 | 「별에 소원을(星に願いを)」 (노래: 나가야마 요코(長山洋子))           |
| 3화  | (パリの三銃士)                                    | 1987년 10월 23일 | 1989년 12월 4일  | 「별에 소원을(星に願いを)」 (노래: 나가야마 요코(長山洋子))           |
| 4화  | (ダルタニャンのお風呂屋さん)                      | 1987년 10월 30일 | 1989년 12월 5일  | 「별에 소원을(星に願いを)」 (노래: 나가야마 요코(長山洋子))           |
| 5화  | (ラブレターの罠)                                  | 1987년 11월 6일  | 1989년 12월 11일 | 「별에 소원을(星に願いを)」 (노래: 나가야마 요코(長山洋子))           |
| 6화  | (パリの大逃走)                                    | 1987년 11월 13일 | 1989년 12월 12일 | 「별에 소원을(星に願いを)」 (노래: 나가야마 요코(長山洋子))           |
| 7화  | (ダルタニャンの引っ越し)                          | 1987년 11월 20일 | 1989년 12월 18일 | 「별에 소원을(星に願いを)」 (노래: 나가야마 요코(長山洋子))           |
| 8화  | (アラミス救出作戦)                                | 1987년 12월 4일  | 1989년 12월 19일 | 「하늘색 피어스(空色のピアス)」 (노래: 와타나베 노리코(渡辺典子))     |
| 9화  | (はだしのジャンのお母さん)                        | 1987년 12월 11일 | 1989년 12월 25일 | 「하늘색 피어스(空色のピアス)」 (노래: 와타나베 노리코(渡辺典子))     |
| 10화 | (狩りはベルサイユで)                              | 1987년 12월 18일 | 1989년 12월 26일 | 「하늘색 피어스(空色のピアス)」 (노래: 와타나베 노리코(渡辺典子))     |
| 11화 | (折れた剣)                                        | 1988년 1월 8일   | 1990년 1월 1일   | 「하늘색 피어스(空色のピアス)」 (노래: 와타나베 노리코(渡辺典子))     |
| 12화 | (あこがれの銃士)                                  | 1988년 1월 22일  | 1990년 1월 2일   | 「하늘색 피어스(空色のピアス)」 (노래: 와타나베 노리코(渡辺典子))     |
| 13화 | (スパイは誰だ)                                    | 1988년 1월 29일  | 1990년 1월 8일   | 「하늘색 피어스(空色のピアス)」 (노래: 와타나베 노리코(渡辺典子))     |
| 14화 | (パリ脱出)                                        | 1988년 2월 5일   | 1990년 1월 9일   | 「하늘색 피어스(空色のピアス)」 (노래: 와타나베 노리코(渡辺典子))     |
| 15화 | (危険な旅)                                        | 1988년 2월 12일  | 1990년 1월 15일  | 「별들의 이노센스(星屑のイノセンス)」 (노래: 이토 카즈에(伊藤かずえ)) |
| 16화 | (急げ!ダルタニャン)                               | 1988년 3월 4일   | 1990년 1월 16일  | 「별들의 이노센스(星屑のイノセンス)」 (노래: 이토 카즈에(伊藤かずえ)) |
| 17화 | (一人はみんなのために)                            | 1988년 3월 11일  | 1990년 1월 22일  | 「별들의 이노센스(星屑のイノセンス)」 (노래: 이토 카즈에(伊藤かずえ)) |
| 18화 | (ダルタニャンのお葬式)                            | 1988년 3월 18일  | 1990년 1월 23일  | 「별들의 이노센스(星屑のイノセンス)」 (노래: 이토 카즈에(伊藤かずえ)) |
| 19화 | (港のすれ違い)                                    | 1988년 3월 25일  | 1990년 1월 29일  | 「별들의 이노센스(星屑のイノセンス)」 (노래: 이토 카즈에(伊藤かずえ)) |
| 20화 | 영국 해협을 건너가다 (ダルタニャン海を渡る)       | 1988년 4월 8일   | 1990년 1월 30일  | 「별들의 이노센스(星屑のイノセンス)」 (노래: 이토 카즈에(伊藤かずえ)) |
| 21화 | (王妃のダイヤモンド)                              | 1988년 4월 15일  | 1990년 2월 5일   | 「별들의 이노센스(星屑のイノセンス)」 (노래: 이토 카즈에(伊藤かずえ)) |
| 22화 | (ロンドン塔の大烏)                                | 1988년 4월 22일  | 1990년 2월 6일   | 「KNOCK YOUR CHANCE」 (노래: BEE PUBLIC)                              |
| 23화 | (ロンドン塔脱獄)                                  | 1988년 5월 6일   | 1990년 2월 12일  | 「KNOCK YOUR CHANCE」 (노래: BEE PUBLIC)                              |
| 24화 | (ミレディーの逆襲)                                | 1988년 5월 13일  | 1990년 2월 13일  | 「KNOCK YOUR CHANCE」 (노래: BEE PUBLIC)                              |
| 25화 | (ドーバーの嵐)                                    | 1988년 5월 20일  | 1990년 2월 19일  | 「KNOCK YOUR CHANCE」 (노래: BEE PUBLIC)                              |
| 26화 | (ルーブルの大舞踏会)                              | 1988년 5월 27일  | 1990년 2월 20일  | 「KNOCK YOUR CHANCE」 (노래: BEE PUBLIC)                              |
| 27화 | (はじめてのデート)                                | 1988년 6월 3일   | 1990년 2월 26일  | 「KNOCK YOUR CHANCE」 (노래: BEE PUBLIC)                              |
| 28화 | (ミレディーの復讐)                                | 1988년 6월 17일  | 1990년 2월 27일  | 「KNOCK YOUR CHANCE」 (노래: BEE PUBLIC)                              |
| 29화 | (ノートルダムの大鐘)                              | 1988년 6월 24일  | 1990년 3월 5일   | 「바라보고 싶어(見つめてほしい)」 (노래: EDEN)                        |
| 30화 | (バッキンガム暗殺)                                | 1988년 7월 1일   | 1990년 3월 6일   | 「바라보고 싶어(見つめてほしい)」 (노래: EDEN)                        |
| 31화 | 새로 태어난 밀라디 (ミレディーの処刑)             | 1988년 7월 8일   | 1990년 3월 12일  | 「바라보고 싶어(見つめてほしい)」 (노래: EDEN)                        |
| 32화 | 정체불명의 철가면 (謎の鉄仮面)                    | 1988년 7월 22일  | 1990년 3월 13일  | 「바라보고 싶어(見つめてほしい)」 (노래: EDEN)                        |
| 33화 | (女優ナナの宝石)                                  | 1988년 8월 19일  | 1990년 3월 19일  | 「바라보고 싶어(見つめてほしい)」 (노래: EDEN)                        |
| 34화 | (鉄仮面を逮捕せよ)                                | 1988년 8월 26일  | 1990년 3월 20일  | 「바라보고 싶어(見つめてほしい)」 (노래: EDEN)                        |
| 35화 | 달타냥의 실수 (ダルタニャンの失敗)                | 1988년 9월 2일   | 1990년 3월 26일  | 「바라보고 싶어(見つめてほしい)」 (노래: EDEN)                        |
| 36화 | 철가면의 도전 (鉄仮面の挑戦)                      | 1988년 9월 9일   | 1990년 3월 27일  | 「마법(魔法)」 (노래: 아사다 하나코(麻田華子))                        |
| 37화 | (名探偵ダルタニャン)                              | 1988년 9월 30일  | 1990년 4월 2일   | 「마법(魔法)」 (노래: 아사다 하나코(麻田華子))                        |
| 38화 | 사라진 양복재단사 (消えた仕立て屋の謎)            | 1988년 10월 7일  | 1990년 4월 3일   | 「마법(魔法)」 (노래: 아사다 하나코(麻田華子))                        |
| 39화 | (二人の鉄仮面)                                    | 1988년 10월 14일 | 1990년 4월 9일   | 「마법(魔法)」 (노래: 아사다 하나코(麻田華子))                        |
| 40화 | (すりかえられた国王)                              | 1988년 10월 21일 | 1990년 4월 10일  | 「마법(魔法)」 (노래: 아사다 하나코(麻田華子))                        |
| 41화 | (ミレディーの陰謀)                                | 1988년 10월 28일 | 1990년 5월 22일  | 「마법(魔法)」 (노래: 아사다 하나코(麻田華子))                        |
| 42화 | (アラミスの裏切り)                                | 1988년 11월 11일 | 1990년 5월 28일  | 「마법(魔法)」 (노래: 아사다 하나코(麻田華子))                        |
| 43화 | (アトス逮捕さる)                                  | 1988년 11월 18일 | 1990년 5월 29일  | 「HURRY UP!」 (노래: 오다 타카코(太田貴子))                           |
| 44화 | (鉄仮面は誰だ)                                    | 1988년 12월 2일  | 1990년 6월 4일   | 「HURRY UP!」 (노래: 오다 타카코(太田貴子))                           |
| 45화 | (アラミスの秘密)                                  | 1988년 12월 9일  | 1990년 6월 5일   | 「HURRY UP!」 (노래: 오다 타카코(太田貴子))                           |
| 46화 | 사헝장의 기적 (鉄仮面を救出せよ)                  | 1989년 1월 6일   | 1990년 6월 11일  | 「HURRY UP!」 (노래: 오다 타카코(太田貴子))                           |
| 47화 | 불타는 풍차 (炎の中のジャン)                      | 1989년 1월 13일  | 1990년 6월 12일  | 「HURRY UP!」 (노래: 오다 타카코(太田貴子))                           |
| 48화 | 바다위의 성 (海上の大要塞)                        | 1989년 1월 20일  | 1990년 6월 18일  | 「HURRY UP!」 (노래: 오다 타카코(太田貴子))                           |
| 49화 | 필립 왕자를 구출하다! (とらわれの銃士たち)        | 1989년 1월 27일  | 1990년 6월 19일  | 「HURRY UP!」 (노래: 오다 타카코(太田貴子))                           |
| 50화 | 코끼리의 포도주통 (象 海を渡る)                   | 1989년 2월 3일   | 1990년 6월 25일  | 「별에 소원을(星に願いを)」 (노래: 나가야마 요코(長山洋子))           |
| 51화 | 아라미스의 복수 (アラミス断崖の決闘)              | 1989년 2월 10일  | 1990년 6월 26일  | 「플레지 하트(プレッジハート)」 (1화 ~ 19화의 엔딩곡) (노래: PumpKin) |
| 52화 | 달타냥, 드디어 고향으로 (さようなら!ダルタニャン) | 1989년 2월 17일  | 1990년 7월 2일   | 「꿈 모험(夢冒険)」 (오프닝곡) (노래: 사카이 노리코(酒井法子))        |

## NHK 본방송 및 결방
- 1987년 11월 27일: 1987년 NHK배 국제 피겨스케이트 경기대회 (1987年NHK杯国際フィギュアスケート競技大会)
- 1987년 12월 25일: 일본 동물기 - 세계 최대의 양서류, 큰산초어 (日本動物記「世界最大の両生類・オオサンショウウオ」)
- 1988년 1월 1일: 역사 버라이어티 "다케다 신겐의 시대" (歴史バラエティー「武田信玄の時代」)
- 1988년 1월 15일: 세계의 매직 쇼 - '87 뉴욕 매직 심포지엄에서 (世界のマジックショー ～'87ニューヨーク・マジック・シンポジウムから～)
- 1988년 2월 19일 ~ 1988년 2월 26일: 1988년 동계 올림픽
- 1988년 4월 1일: NHK 특집 "종소리의 울림" (NHK特集「鐘のひびき」)
- 1988년 4월 29일: 음악 꿈 컬렉션 (音楽・夢コレクション)
- 1988년 6월 10일: NHK배 국제 배구 - 일본 VS 한국 (NHK杯国際バレーボール「全日本」対「韓国」)
- 1988년 7월 15일: 프로 야구 - 한신 VS 주니치 (プロ野球「阪神」対「中日」)
- 1988년 7월 29일: 고향 등장 - 남쪽 섬의 버스 일지 (ふるさと登場「南の島のバス日誌」)
- 1988년 8월 5일: 아마존 기행 - 잃어버린가는 낙원 (大アマゾン紀行「失われゆく楽園」)
- 1988년 8월 12일: NHK 특집 월드 TV 스페셜 "영광의 대가: 군인이 말하는 포클랜드 전쟁" (NHK特集 ワールドTVスペシャル「栄光の代償～兵士が語るフォークランド戦争」)
- 1988년 9월 16일: 올림픽 스페셜 "서울 발: 열투 전야" (オリンピックスペシャル「ソウル発・熱闘前夜」)
- 1988년 9월 23일: 1988년 서울 올림픽
- 1988년 11월 4일: 코미디 훌륭한 매일 "비전: 국물의 맛" (コメディー・素晴らしき毎日「秘伝・ダシの味」)
- 1988년 11월 25일: 1988년 NHK배 국제 피겨스케이트 경기대회 (1988年NHK杯国際フィギュアスケート競技大会)
- 1988년 12월 16일: NHK 특집 월드 TV 스페셜 "마피아 대재판" (NHK特集 ワールドTVスペシャル「マフィア大裁判」)
- 1988년 12월 23일: 폴 다니엘스 매직 쇼 크리스마스 스페셜 (ポール・ダニエルズ・マジック・ショー クリスマススペシャル)
- 1988년 12월 30일: '88 뉴스 하이라이트 ('88ニュースハイライト)

## KBS 2TV 본방송 및 결방
- 1990년 4월 16일 ~ 1990년 5월 21일: KBS 방송민주화 투쟁